# 第43回先進国首脳会議
第43回先進国首脳会議（だい43かいせんしんこくしゅのうかいぎ、英語: 43rd G7 summit）は2017年5月26日から5月27日にかけて、イタリア・シチリア島のタオルミーナで開催された先進国首脳会議。2014年5月より、G7はロシアとの間で意味のある議論ができないとして、G8の資格を停止しており、G7だけでサミットを継続開催している。
シルヴィオ・ベルルスコーニが首相として1987年に開催して以来のイタリアでのG7サミットであった。またアンゲラ・メルケルとテリーザ・メイの女性首脳が参加し、G7サミット史上初の2人の女性首脳が出席するサミットとなった。

## 出席首脳
出席者はG7の首脳陣と欧州連合（EU）の代表者である。欧州委員会委員長は、1981年のサミット以来、すべての会合と意思決定に参加している。
イギリスの首相・テリーザ・メイ、フランスの大統領・エマニュエル・マクロン、イタリアの首相・パオロ・ジェンティローニ、アメリカ合衆国大統領・ドナルド・トランプにとっては初めてのサミットであった。

### 出席首脳一覧
| 先進7か国 開催国と首脳は太字で示している。 |              |                            |                |
| メンバー                                   | メンバー     | 首脳                       | 称号           |
| イタリアの旗                               | イタリア     | パオロ・ジェンティローニ   | 閣僚評議会議長 |
| フランスの旗                               | フランス     | エマニュエル・マクロン     | 共和国大統領   |
| アメリカ合衆国の旗                         | アメリカ     | ドナルド・トランプ         | 大統領         |
| イギリスの旗                               | イギリス     | テリーザ・メイ             | 首相           |
| ドイツの旗                                 | ドイツ       | アンゲラ・メルケル         | 連邦首相       |
| 日本の旗                                   | 日本         | 安倍晋三                   | 内閣総理大臣   |
| カナダの旗                                 | カナダ       | ジャスティン・トルドー     | 首相           |
| 欧州連合の旗                               | 欧州連合     | ドナルド・トゥスク         | 理事会議長     |
| 欧州連合の旗                               | 欧州連合     | ジャン＝クロード・ユンケル | 委員会委員長   |
| 招待者（国）                               |              |                            |                |
| メンバー                                   | メンバー     | 首脳                       | 称号           |
| エチオピアの旗                             | エチオピア   | ハイレマリアム・デサレン   | 首相           |
| ギニアの旗                                 | ギニア       | アルファ・コンデ           | 大統領         |
| ケニアの旗                                 | ケニア       | ウフル・ケニヤッタ         | 大統領         |
| ニジェールの旗                             | ニジェール   | マハマドゥ・イスフ         | 大統領         |
| ナイジェリアの旗                           | ナイジェリア | イェミ・オシンバジョ       | 副大統領       |
| チュニジアの旗                             | チュニジア   | ベジ・カイドセブシ         | 大統領         |

## 議題
G7は次の課題に対する共通の努力を強調した。
1. シリア内戦の終結
2. リビアにおける国際連合ミッションの完遂
3. シリアやイラクにおけるISIL勢力の削減
4. 北朝鮮に対し、国際連合決議を遵守するよう求める
5. ウクライナ内戦に対するロシアの責任

経済活動の支援と物価の安定を確保する一方で、貿易の不均衡とジェンダーの課題に挑戦することが求められた。飢餓の撲滅、競争力の強化、国際保健の向上といった条件づくりに取り組んでいる移民送出国に対して各国が協力することが合意された。

## 出席者の肖像

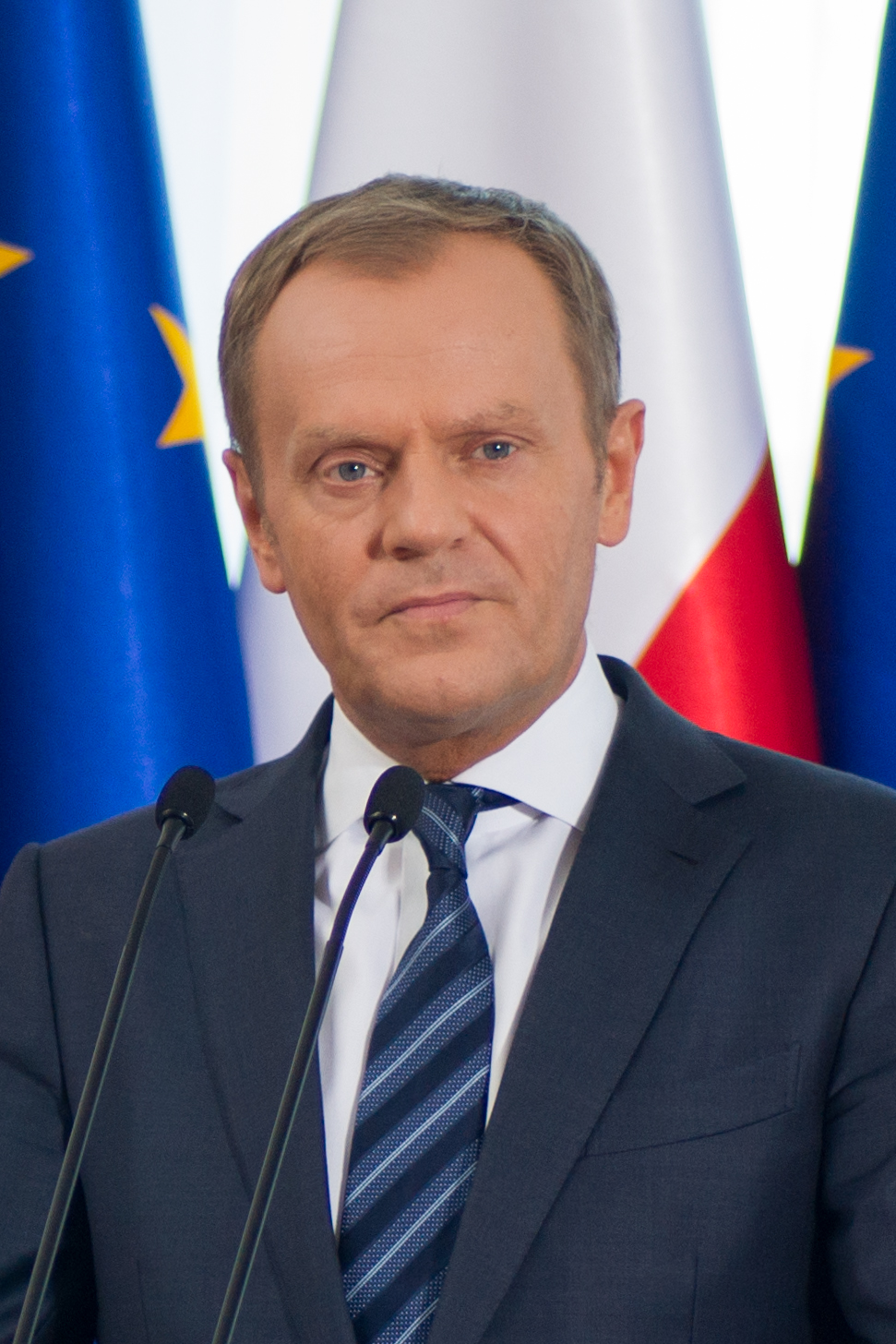
European Union ドナルド・トゥスク 理事会議長
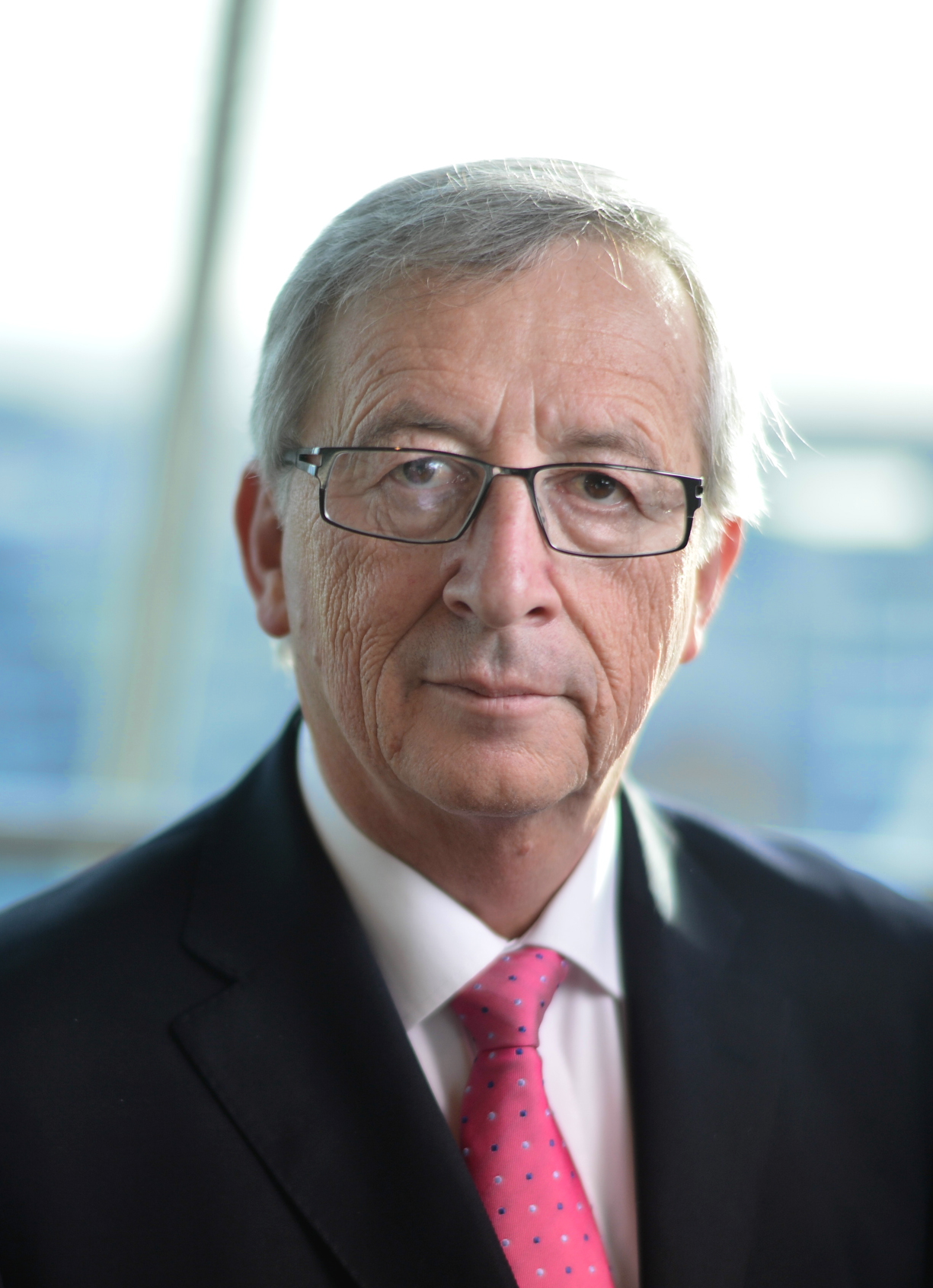
European Union ジャン＝クロード・ユンケル 委員会委員長

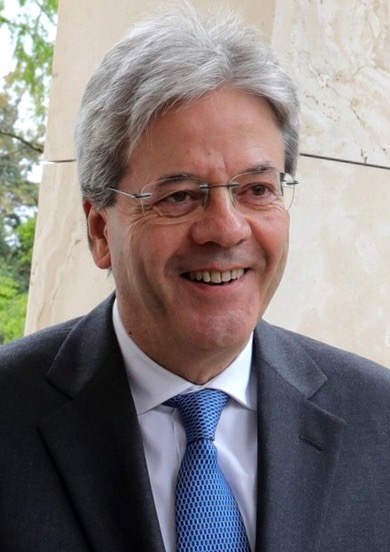
イタリア パオロ・ジェンティローニ 首相（議長）
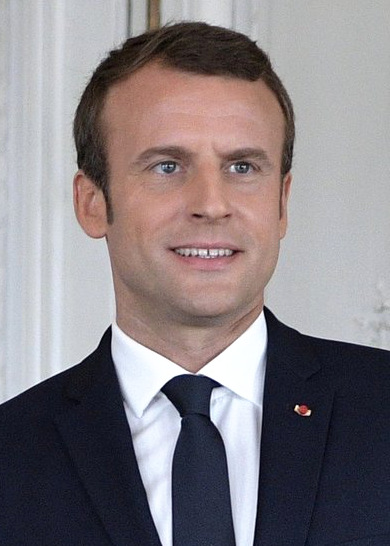
フランス エマニュエル・マクロン 共和国大統領
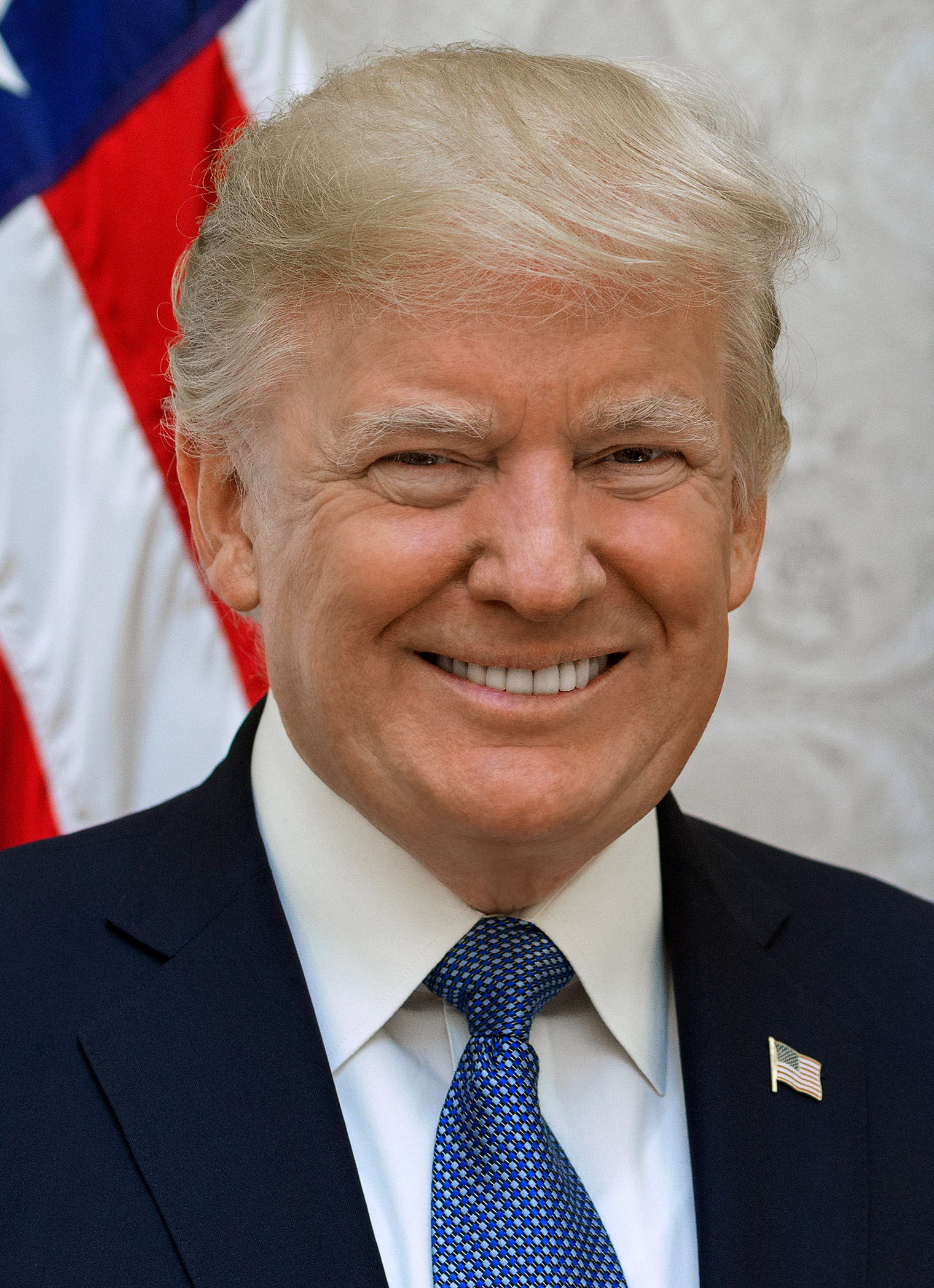
アメリカ ドナルド・トランプ 大統領
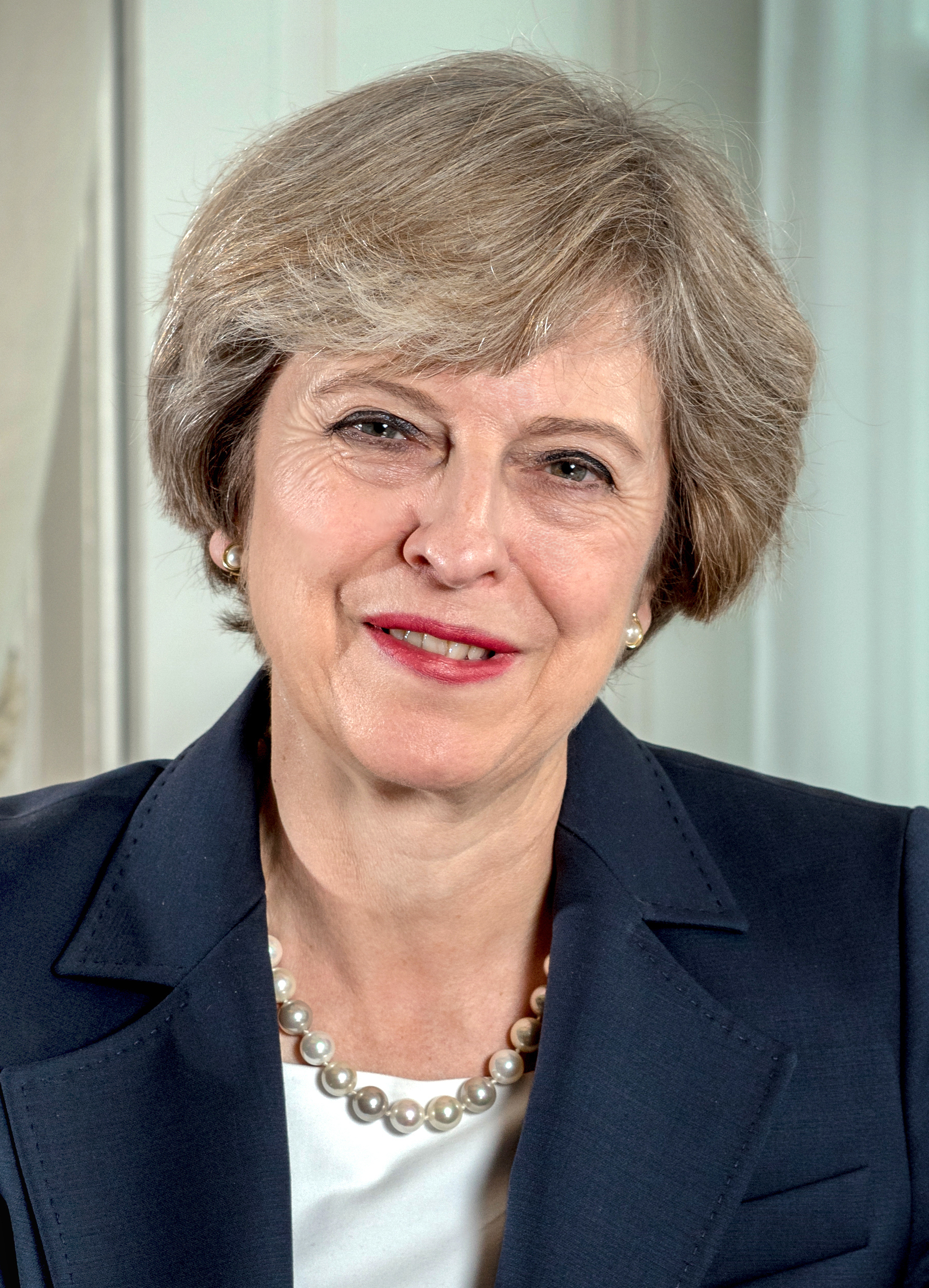
イギリス テリーザ・メイ 首相
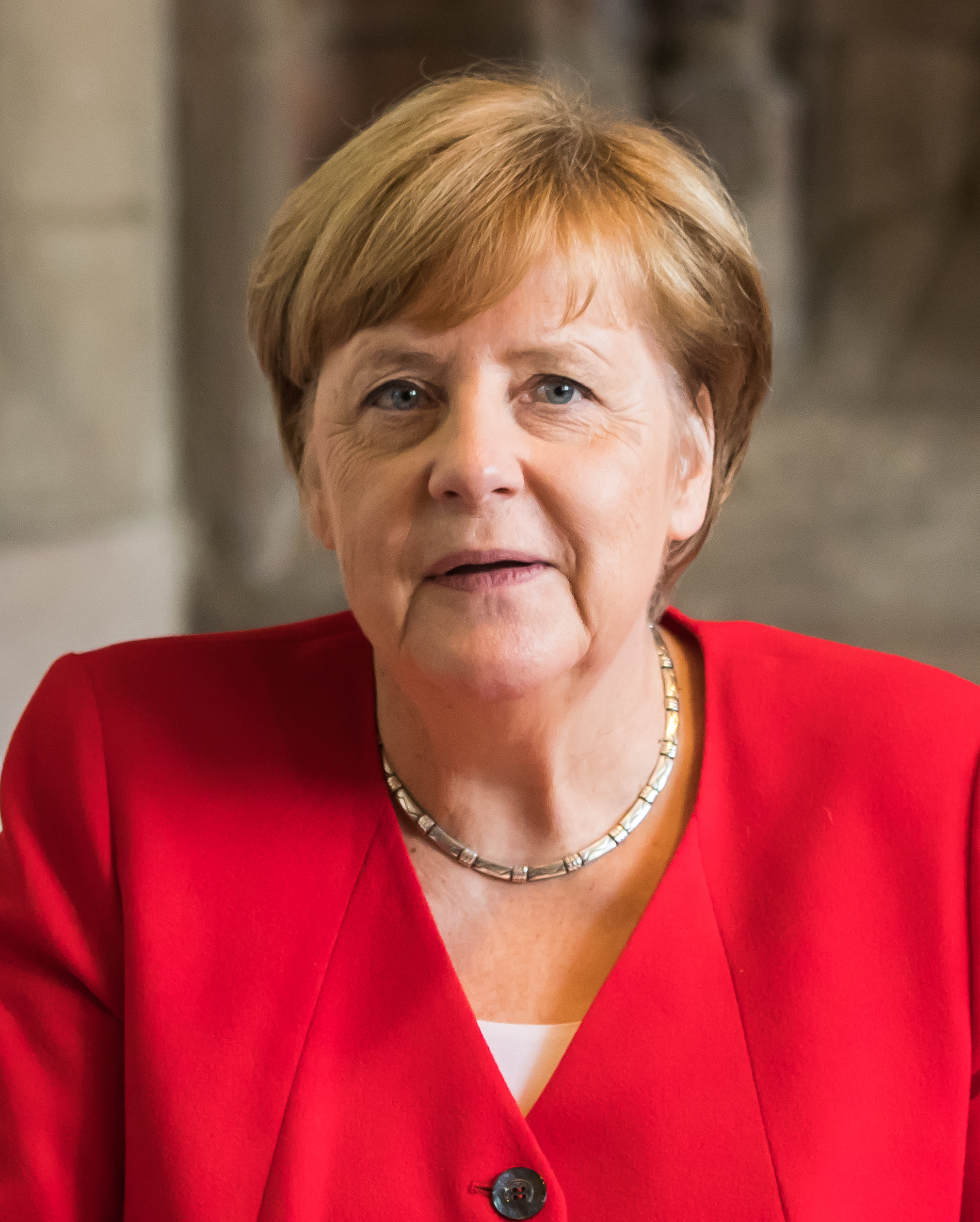
ドイツ アンゲラ・メルケル 連邦首相
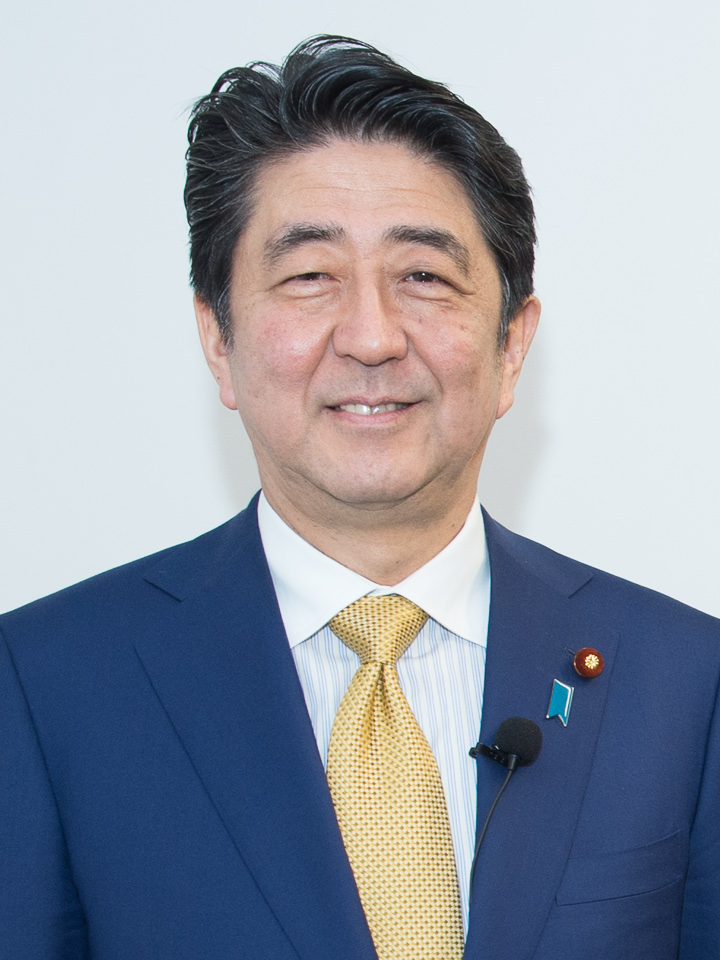
日本 安倍晋三 内閣総理大臣
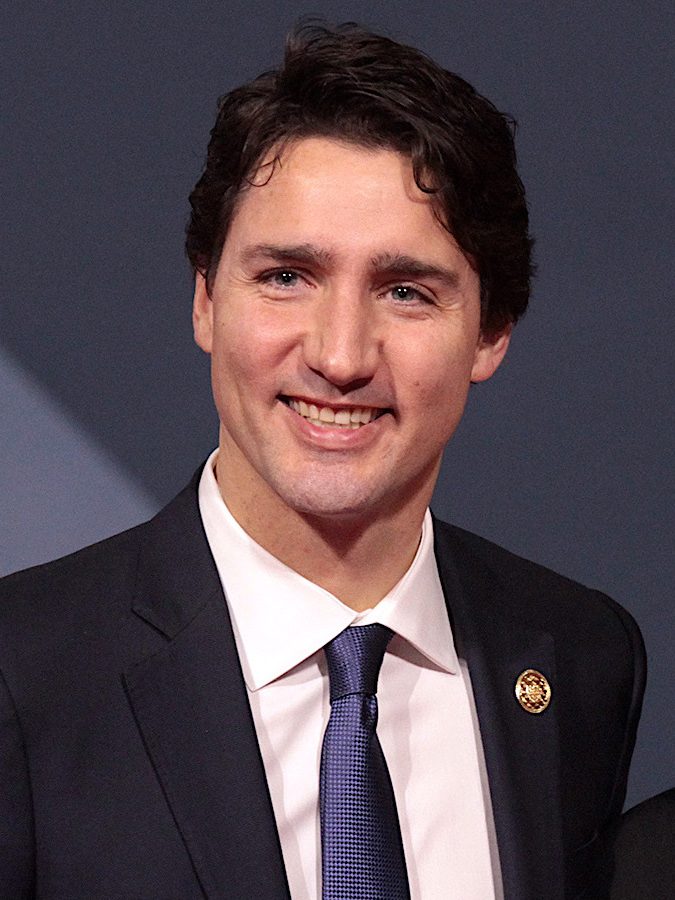
カナダ ジャスティン・トルドー 首相

- 欧州連合
ドナルド・トゥスク
理事会議長
- 欧州連合
ジャン＝クロード・ユンケル
委員会委員長

### 招待国首脳

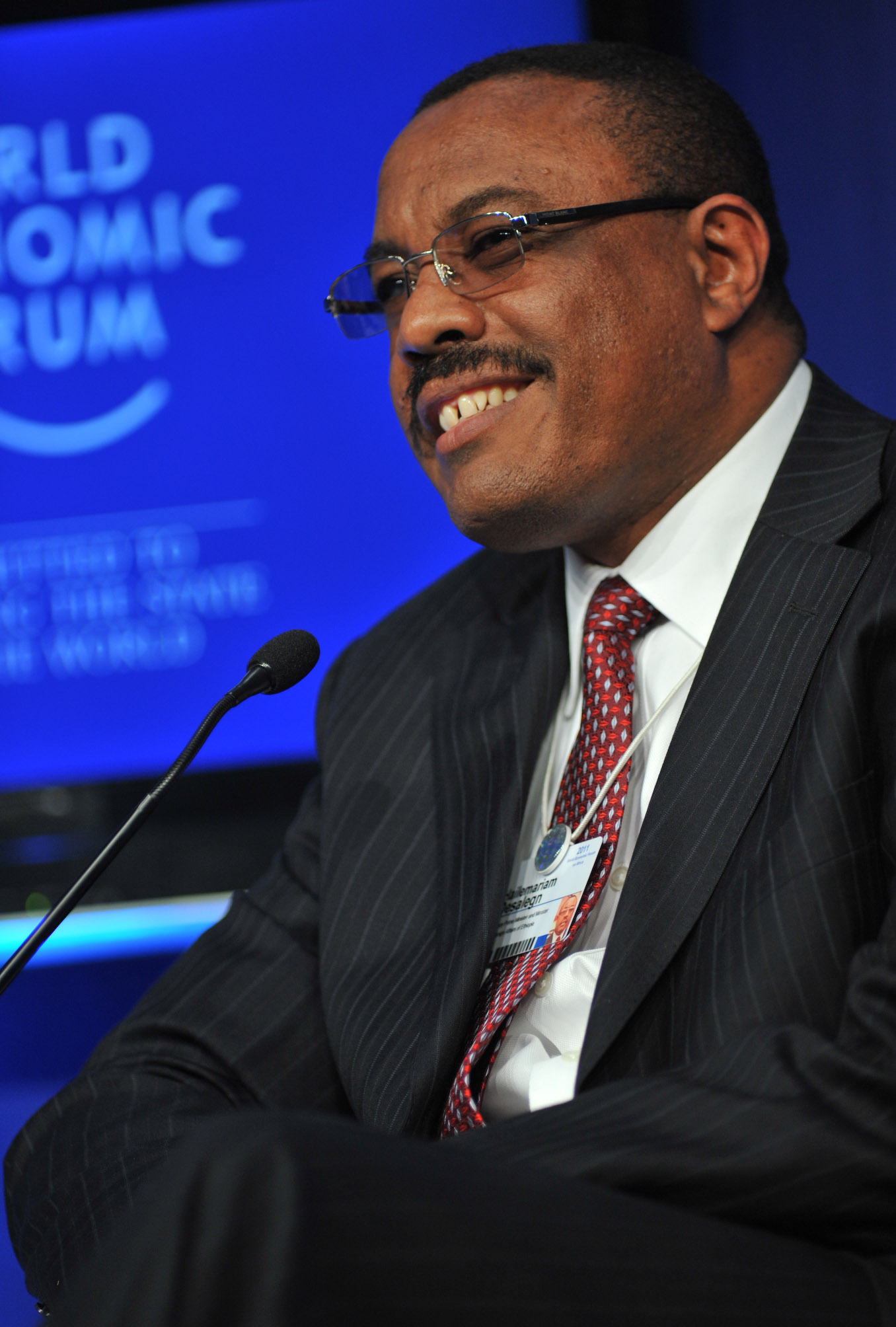
Ethiopia ハイレマリアム・デサレン 首相
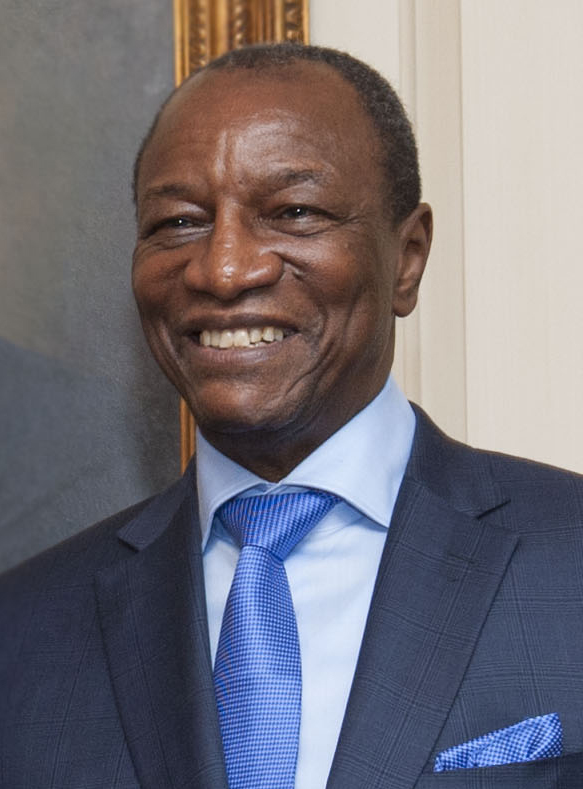
Guinea アルファ・コンデ 大統領
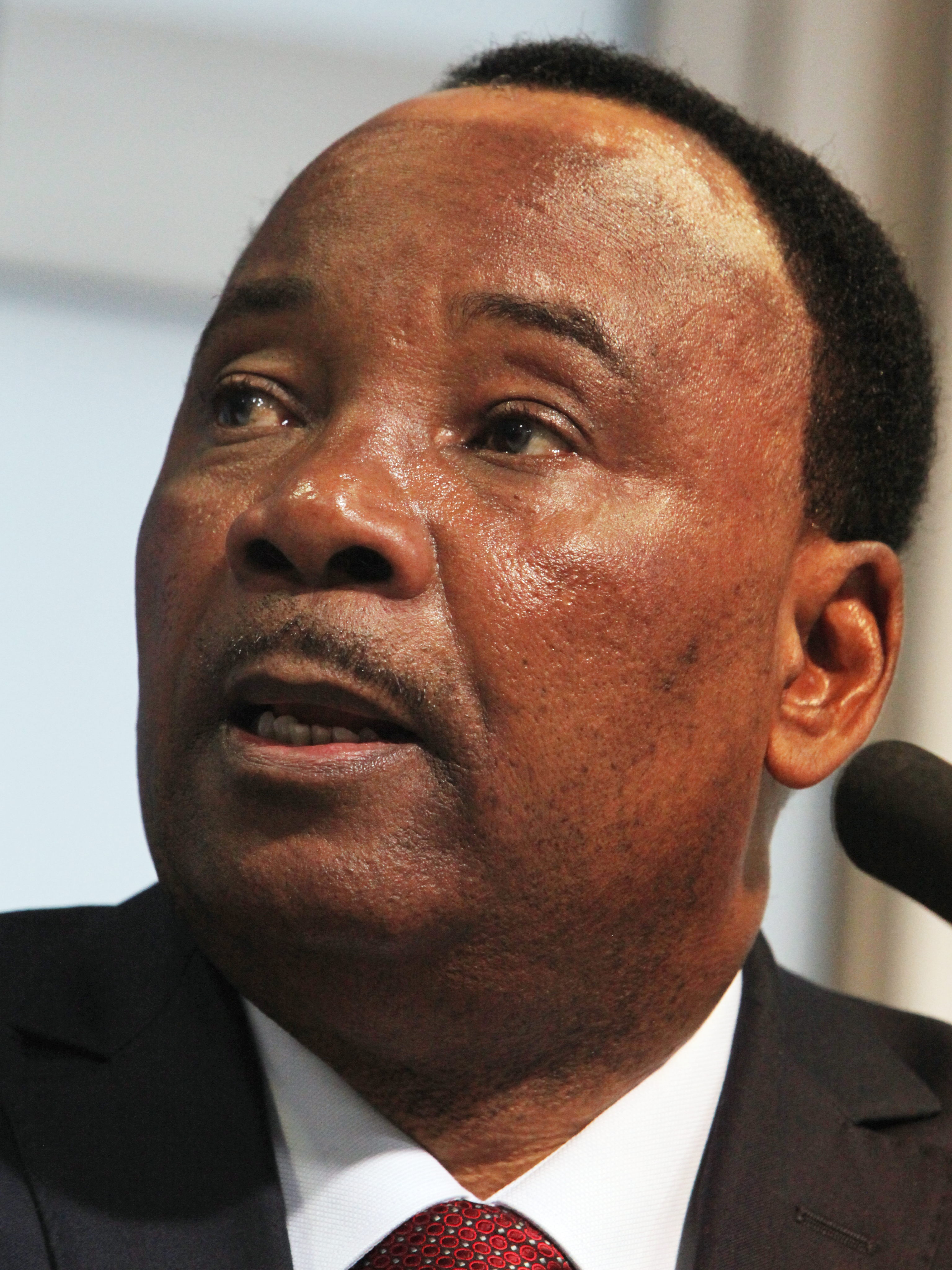
Niger マハマドゥ・イスフ 大統領
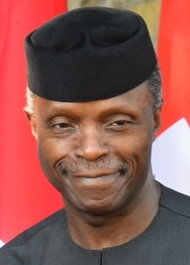
Nigeria イェミ・オシンバジョ 副大統領
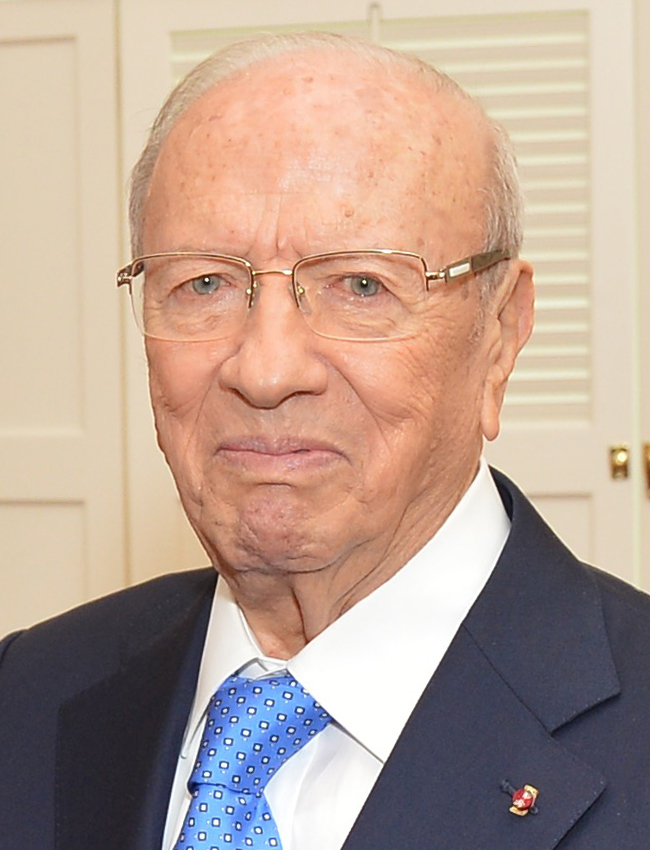
Tunisia ベジ・カイドセブシ 大統領

- エチオピア
ハイレマリアム・デサレン
首相
- ギニア
アルファ・コンデ
大統領
- ニジェール
マハマドゥ・イスフ
大統領
- ナイジェリア
イェミ・オシンバジョ（英語版）
副大統領
- チュニジア
ベジ・カイドセブシ
大統領

### 国際機関代表

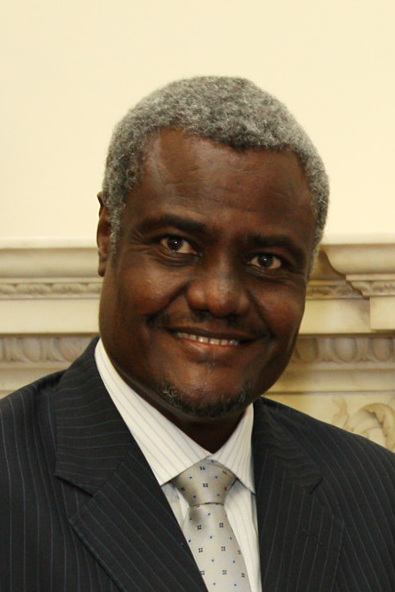
アフリカ連合 ムーサ・ファキ
委員会委員長（英語版）
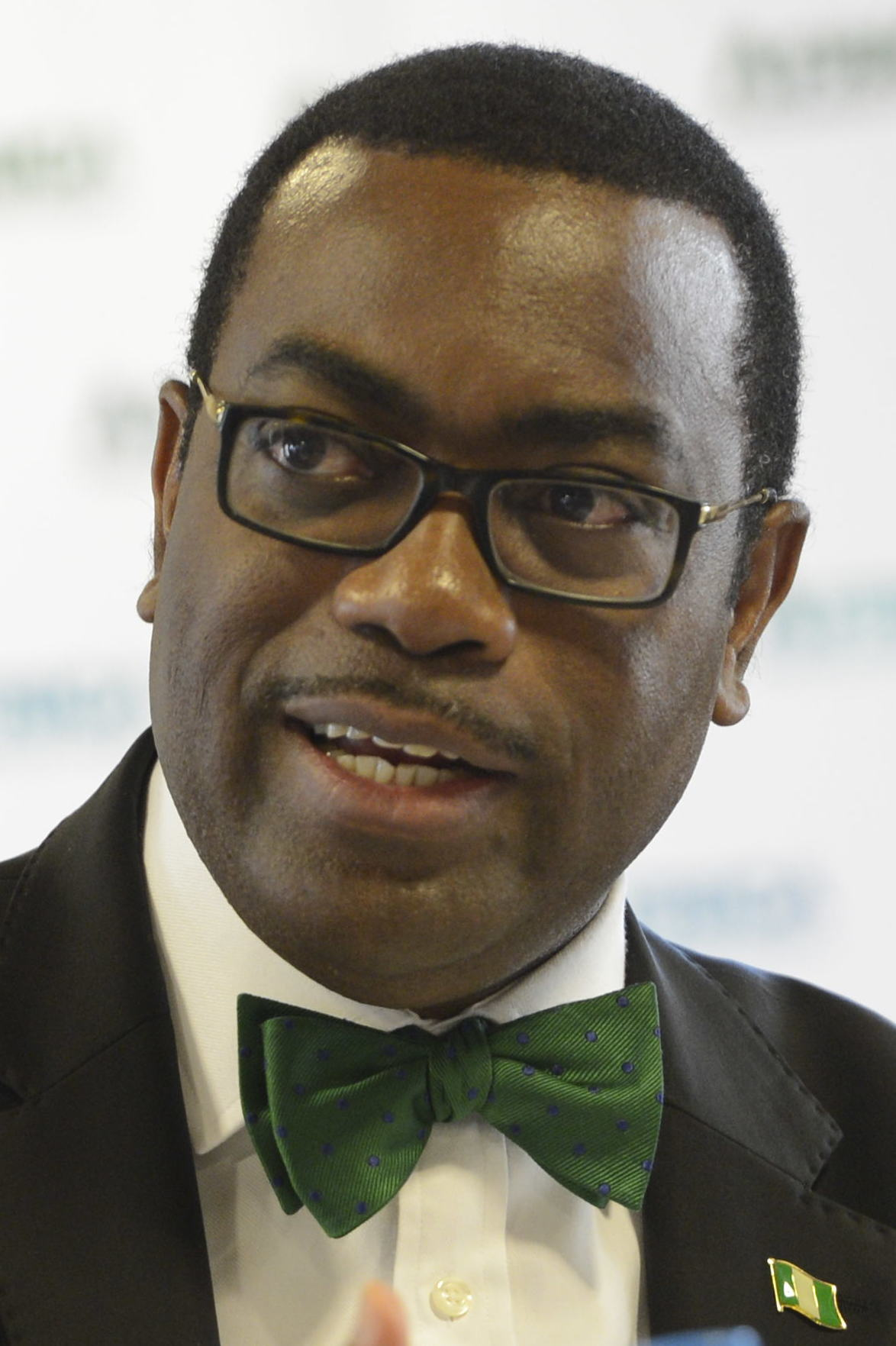
アフリカ開発銀行
アキンウミ・アデシナ（英語版）
総裁
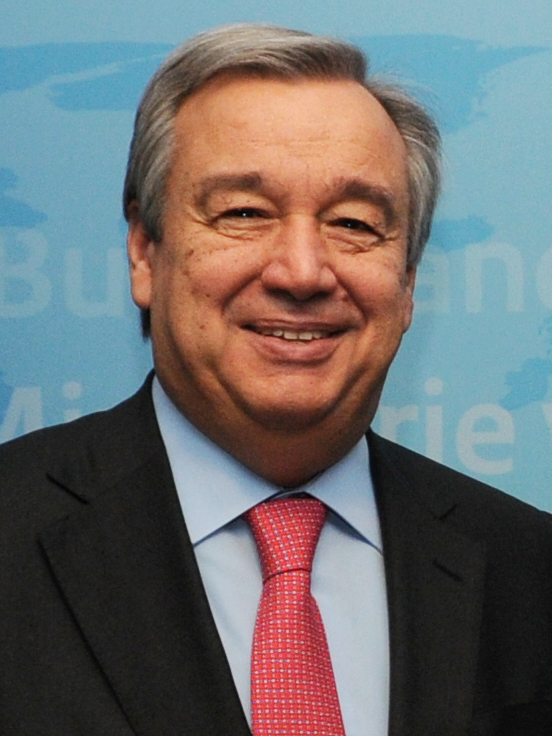
国際連合 アントニオ・グテーレス 事務総長
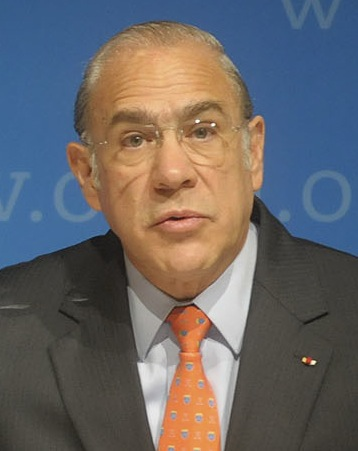
OECD アンヘル・グリア 事務総長
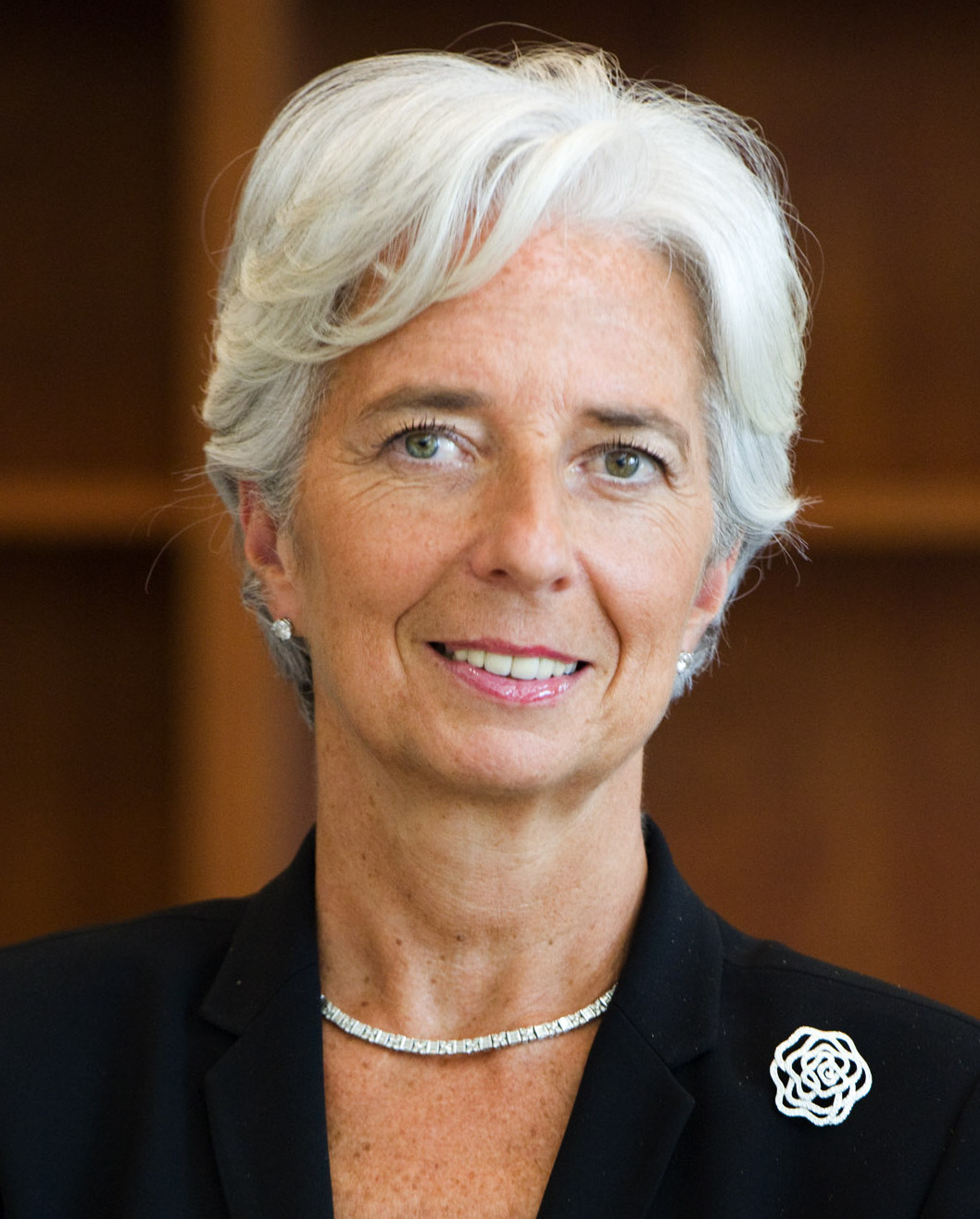
国際通貨基金 クリスティーヌ・ラガルド 事務総長
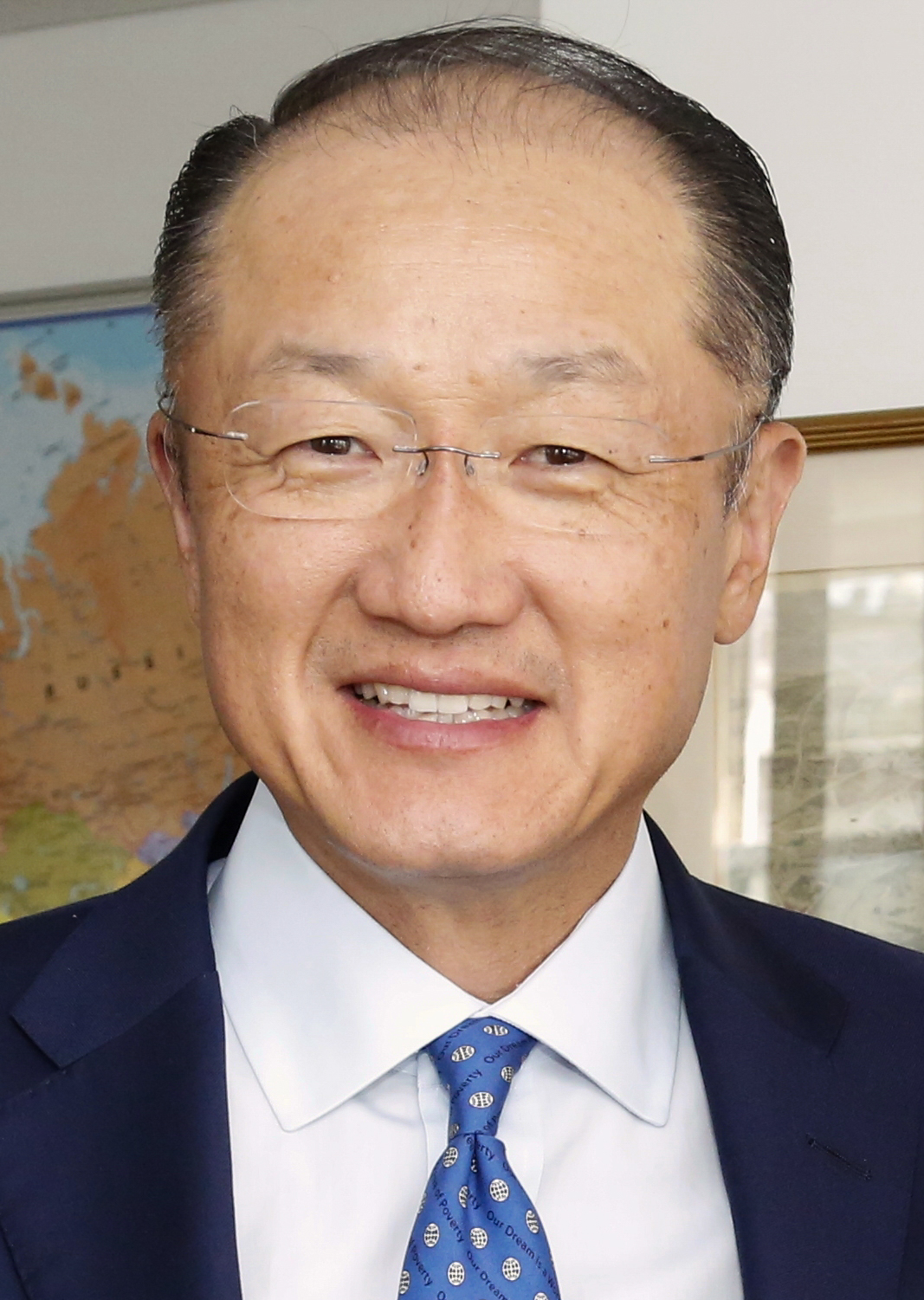
世界銀行 ジム・ヨン・キム 総裁